# Nhà hát Ludowy

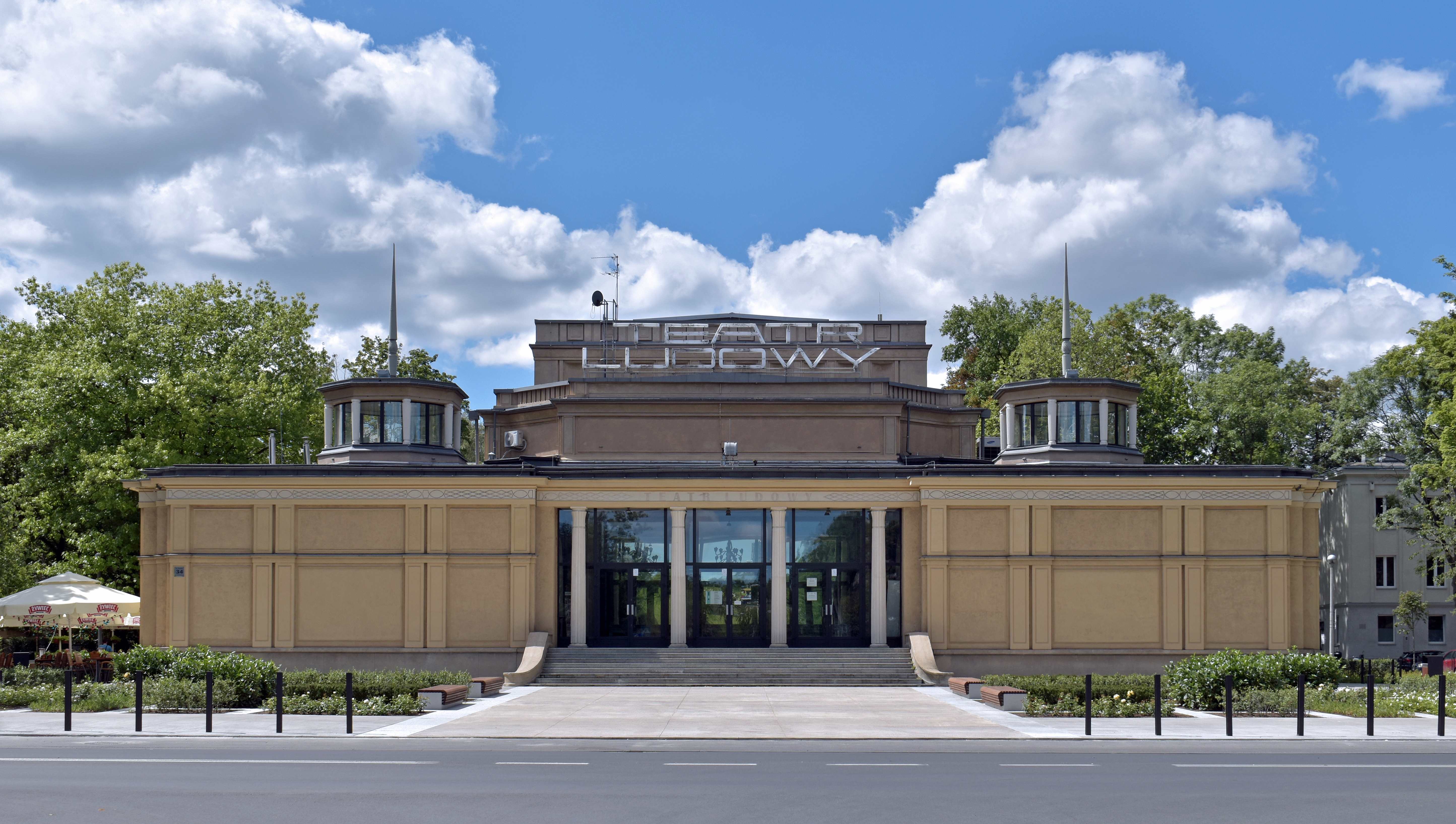
Nhà hát Ludowy, Krakow

Nhà hát Ludowy (nghĩa đen: Nhà hát Nhân dân, tiếng Ba Lan: Teatr Ludowy) nằm tại khu phát triển nhà ở Osiedle Teatralne ở quận Nowa Huta,  tại Kraków, Ba Lan, khai trương vào ngày 3 tháng 12 năm 1955. Vào thời điểm đó tại Cộng hòa Nhân dân Ba Lan, chính sách chính thức của chủ nghĩa hiện thực xã hội chủ nghĩa trong đời sống nghệ thuật và xã hội đã chấm dứt, sự phi Stalin hóa đang chiếm ưu thế, hướng đến đỉnh cao trong các sự kiện của tháng Mười Ba Lan. Nhà hát Ludowy nhanh chóng trở nên nổi tiếng bởi sự tiên phong sân khấu của thành phố nhờ vào sự hợp tác của các nghệ sĩ nổi tiếng, bao gồm cả nhà lý luận sân khấu và họa sĩ Józef Szajna, Tadeusz Kantor (cả từ Học viện Mỹ thuật), Lidia Zamkow, Krystyna Zachwatowicz, cùng những người khác.

## Lịch sử

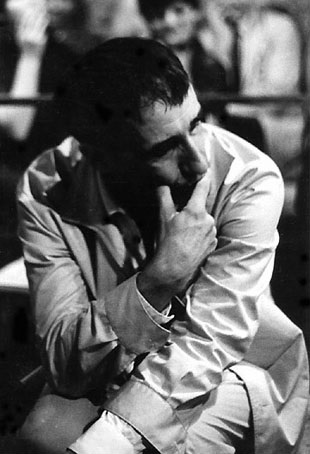
Tadeusz Kantor

Nhà hát Ludowy, được thiết kế bởi kiến trúc sư Edmund Dąbrowski và Janusz Ingarden, được xây dựng vào năm 1954 – 1955, với hình dạng khối lập phương 14.000 m³ và chỗ ngồi cho 420 khán giả. Nó được đặt ở trung tâm của một dự án đô thị nhà ở xã hội chủ nghĩa vì lý do xã hội và ý thức hệ, để truyền bá văn hóa cho tầng lớp lao động đã hình thành trong vài năm qua ở xung quanh khu công nghiệp Nowa Huta. Bên cạnh đó, nó đóng vai trò như một phương tiện cho sự truyền bá của người lao động. Tuy nhiên, nhờ tầm nhìn cách mạng của giám đốc đầu tiên, Krystyna Skuszanka, Ludowy trở thành một trong những nhà hát thú vị nhất ở nước này, với Jerzy Krasnowski là đạo diễn thường trú đầu tiên và họa sĩ Jozef Szajna là nhà thiết kế tầm nhìn. Cùng nhau, họ đã biến địa điểm mới mẻ này tại địa phương thành một sân khấu sáng tạo và hấp dẫn về chính trị với tham vọng trí tuệ và nghệ thuật nghiêm túc. Szajna, một người sống sót trong các trại phát xít ở Auschwitz và Buchenwald, là giám đốc nghệ thuật của sân khấu vào năm 1963-1966. Trong các tác phẩm nổi tiếng về bi kịch Shakespeare và Hy Lạp, ông đã gợi lên những trải nghiệm trại riêng của mình; nó được Peter Brook gọi là một nhà hát của cái chết.